# (1859) Ковалевская
(1859) Ковалевская — небольшой астероид главного пояса, который был открыт 4 сентября 1972 года советским астрономом Людмилой Журавлёвой в Крымской обсерватории и 1 июня 1975 года (Циркуляр № 3826) назван в честь русского математика С. В. Ковалевской.
Этот астероид совершает свой оборот вокруг Солнца за 5,75 земного года. 